# 쓰치야 다카시
쓰치야 다카시(土屋嶢, 1946년 8월 9일 ~ 2020년 11월 4일)는 일본의 은행가이다.
오가키 교리츠 은행의 은행장 · 회장을 지낸 쓰치야 요시오(土屋義雄)의 손자로 태어났다. 게이오기주쿠 대학 법학부를 졸업하여 후지 은행을 거쳐 오가키 교리츠 은행에 입사했다. 1993년 은행장을, 2019년에는 회장을 지냈다.
코로나19 범유행중인 2020년 9월 하순 코로나19 확진을 받았고, 투병중 11월 4일 새벽에 사망하였다. 사후 욱일중수장이 추증되었다.